# روبرتو مانریکه
روبرتو مانریکه (انگلیسی: Roberto Manrique؛ زادهٔ ۲۳ آوریل ۱۹۷۹) بازیگر اهل اکوادور است. او با نقش‌آفرینی در تله‌نوولا شناخته شده است.